# Hochschule für Musik, Theater und Medien Hannover

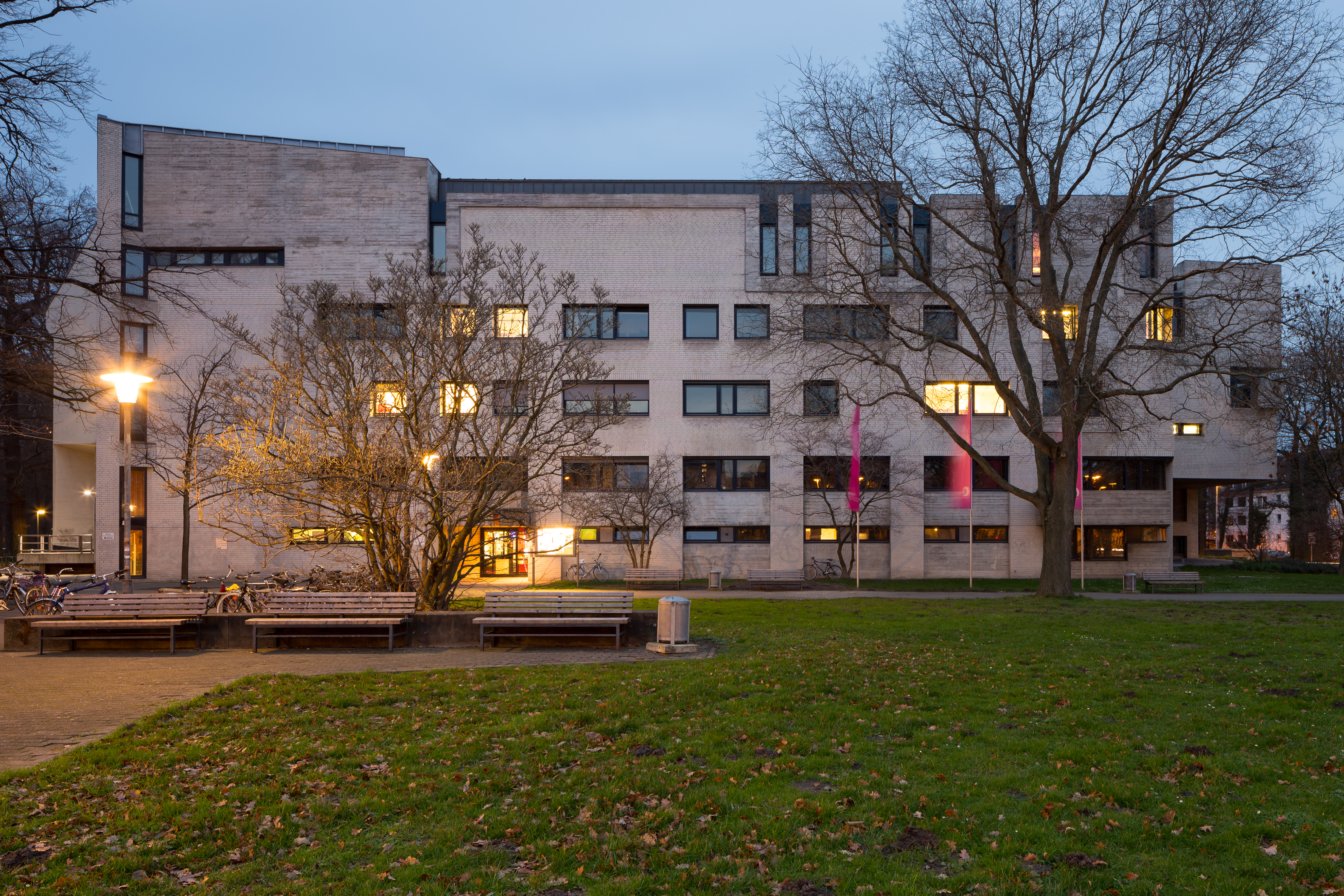
Hauptgebäude, Neues Haus 1 (2015)

Die Hochschule für Musik, Theater und Medien Hannover (HMTMH) ist eine künstlerisch-wissenschaftliche Hochschule in Hannover mit Promotions- und Habilitationsrecht. An ihr werden etwa 1358 (Stand: Sommersemester 2023) Studierende in 33 Studiengängen zu Musikern, Schauspielern, Musiklehrern, Musik- und Medienwissenschaftlern ausgebildet.

## Geschichte
Die Residenzstadt Hannover ist seit Jahrhunderten eine Musikstadt von europäischem Rang. Hannoversche Bürger gründeten 1872 einen Verein für Kammermusik. 1897 haben der Hofkomponist Emil Evers, der Klavierpädagoge Karl Leimer und der Musiker Hermann Brune das Hannoversche Konservatorium gegründet, das 1911 von der Stadt übernommen, 1926 staatlich und mitten im Zweiten Weltkrieg zur Landesmusikschule erklärt wurde. Diese wurde 1950 mit der Hannoverschen Schauspielschule vereinigt und zur Akademie für Musik und Theater ernannt. Zum 1. April 1957 wurde ihr der Hochschulstatus zuerkannt. Gleichzeitig wurde sie in die Teileinrichtungen Niedersächsische Hochschule für Musik und Theater und Niedersächsische Musikschule Hannover aufgeteilt. Zum 1. Oktober 1962 wurden die Bereiche zur Staatlichen Hochschule für Musik und Theater wieder zusammengefasst.
Zwischen 1970 und 1973 entstand nach Plänen des Architekten Rolf Ramcke das heutige Hauptgebäude am Neuen Haus (ehemals Emmichplatz) als Sichtbetonbau im Stil des Brutalismus, der den Grundriss einer zum Stadtwald Eilenriede geöffneten Arena aufweist. Seit 2011 steht das Gebäude unter Denkmalschutz. Seit 1973 ist das Land Niedersachsen Träger der Hochschule, die 1978 den Status einer künstlerisch-wissenschaftlichen Hochschule erhielt.
Ebenfalls 1978 gründeten Professoren der Hochschule gemeinsam mit anderen Persönlichkeiten aus Niedersachsen die Internationale Musikakademie für Solisten zur Förderung Hochbegabter.
1985 wurde das Studienangebot um den Bereich Jazz/Rock/Pop sowie den Ergänzungsstudiengang Journalistik erweitert. 1990 wurde das Institut für Journalistik und Kommunikationsforschung gegründet und der Studiengang Medienmanagement hinzugefügt.
Im Jahr 2010 erweiterte die Intendanz den Namen um das Wort „Medien“. Die HMTMH stellt so den Medienbereich hervor, der durch das etwa 20 Jahre zuvor angegliederte Institut für Journalistik und Kommunikationsforschung (IJK) repräsentiert wird.

Die Staatsoper Hannover, das Staatsorchester, die NDR-Radiophilharmonie, diverse Medienunternehmen und internationale Theaterprojekte bieten den Studierenden Praktika und Zugang zu Stipendienprogrammen.

Bildergalerie
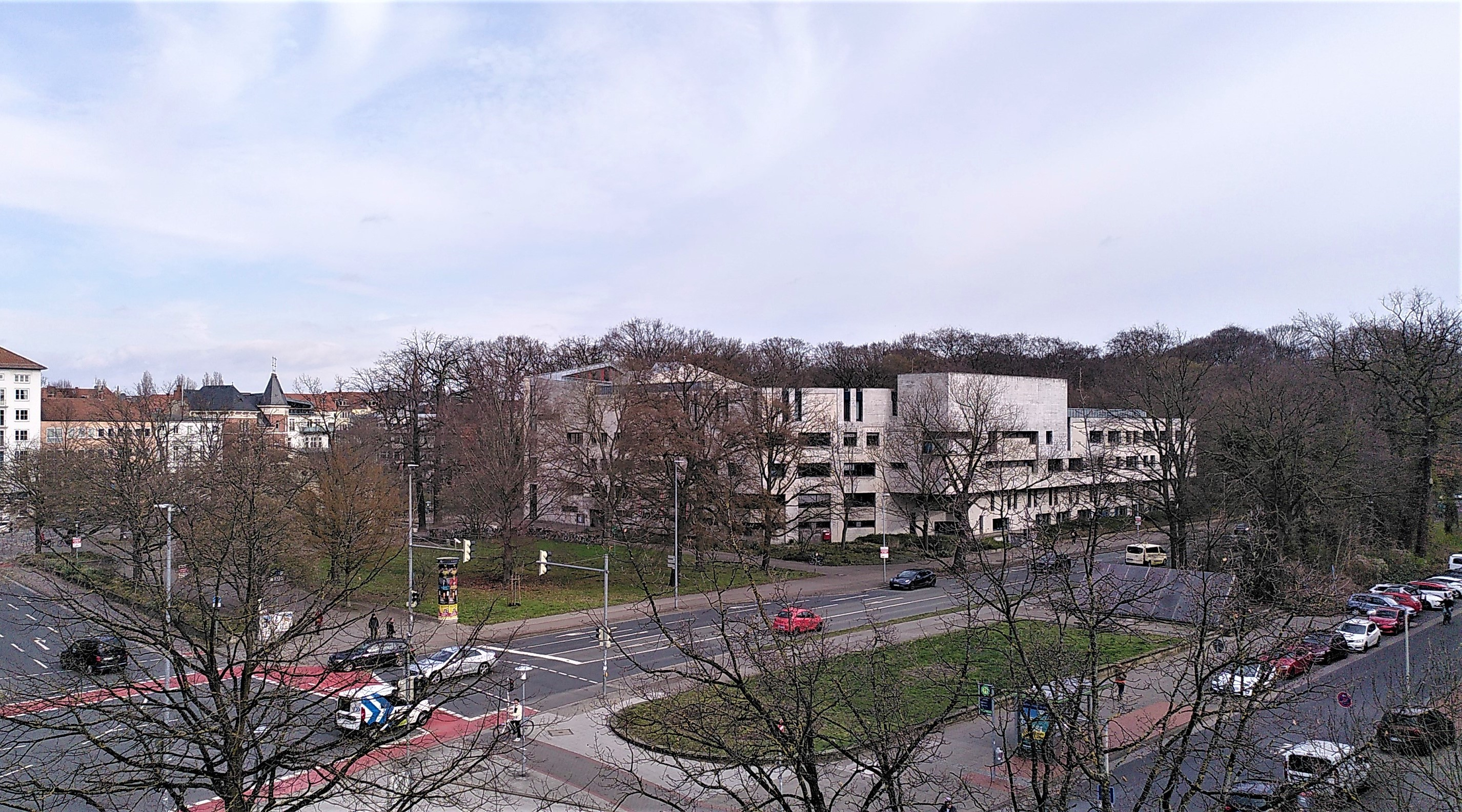
Hochschulgebäude am Platz Neues Haus, am Südrand des Stadtwalds Eilenriede, Blick von Südosten (2023)
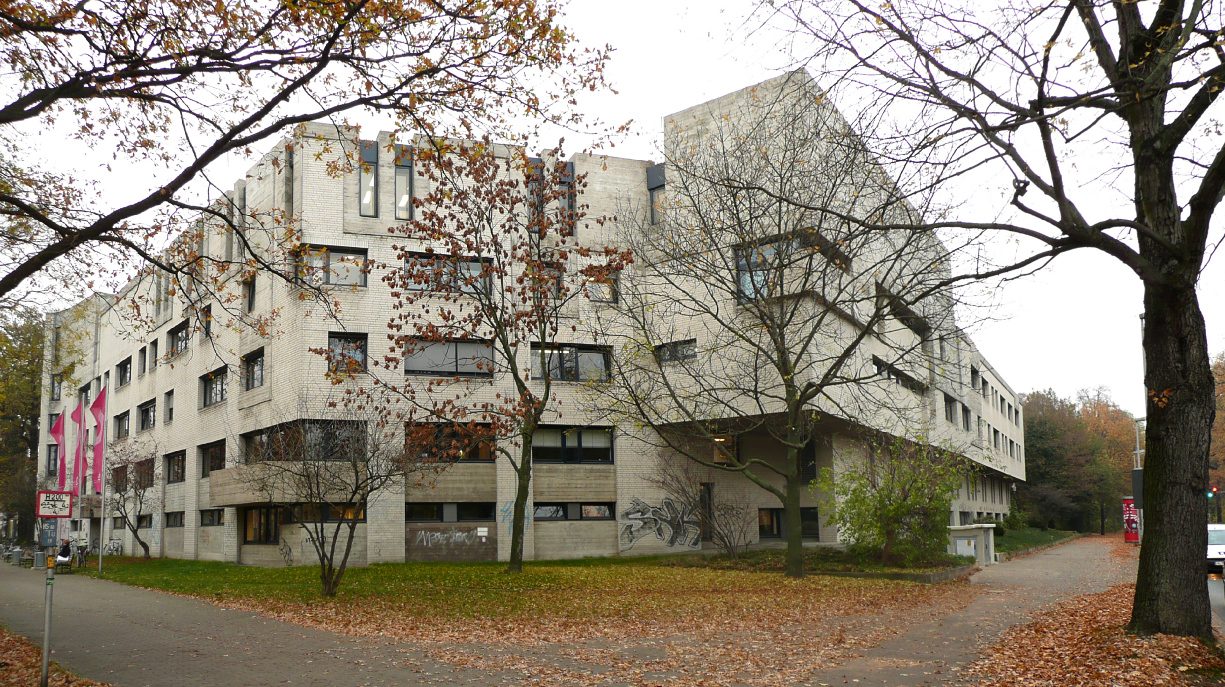
Ansicht des Hauptgebäudes von Südosten (2011)
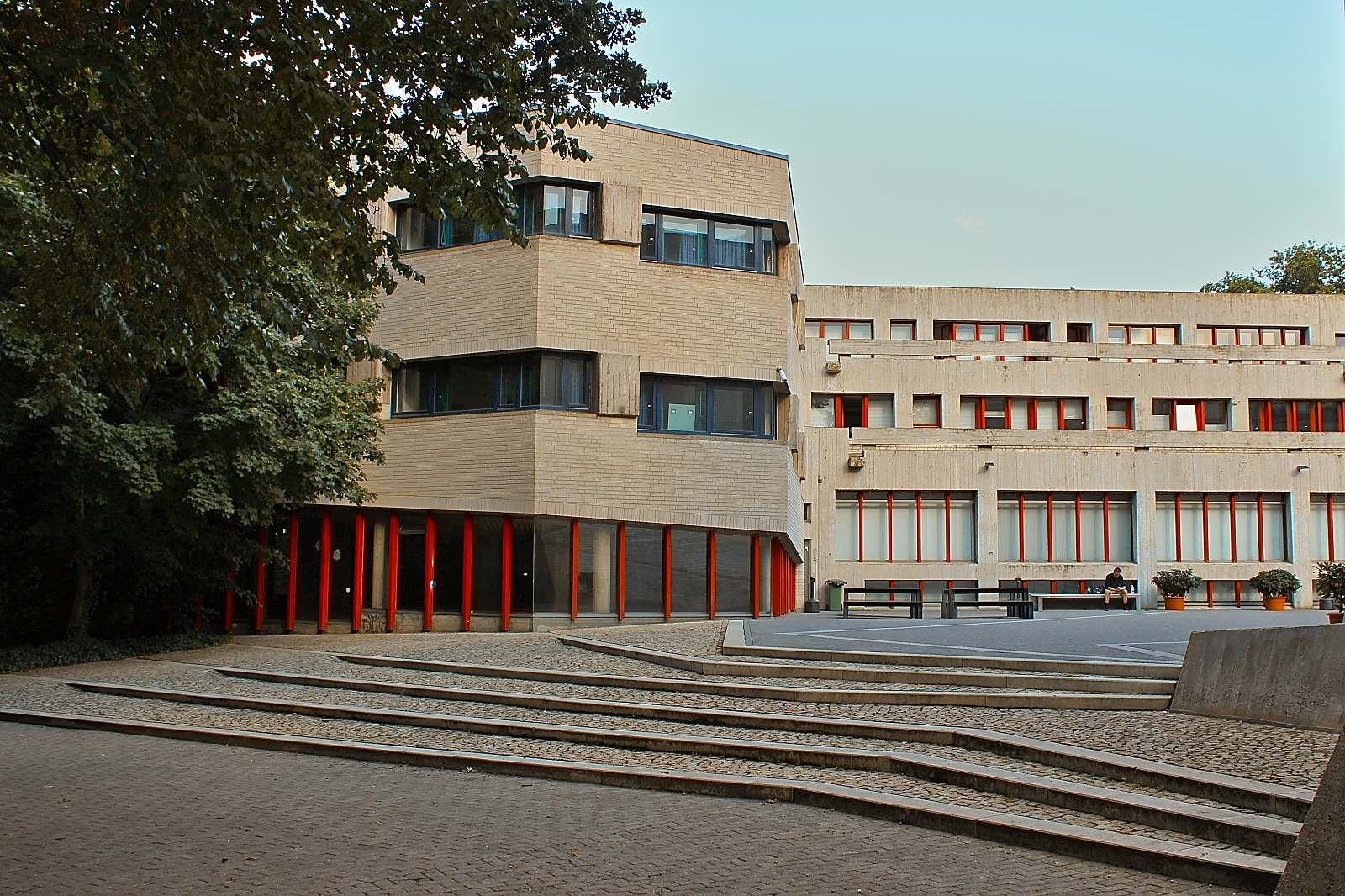
Blick von Nordwesten in den Innenhof (2015)
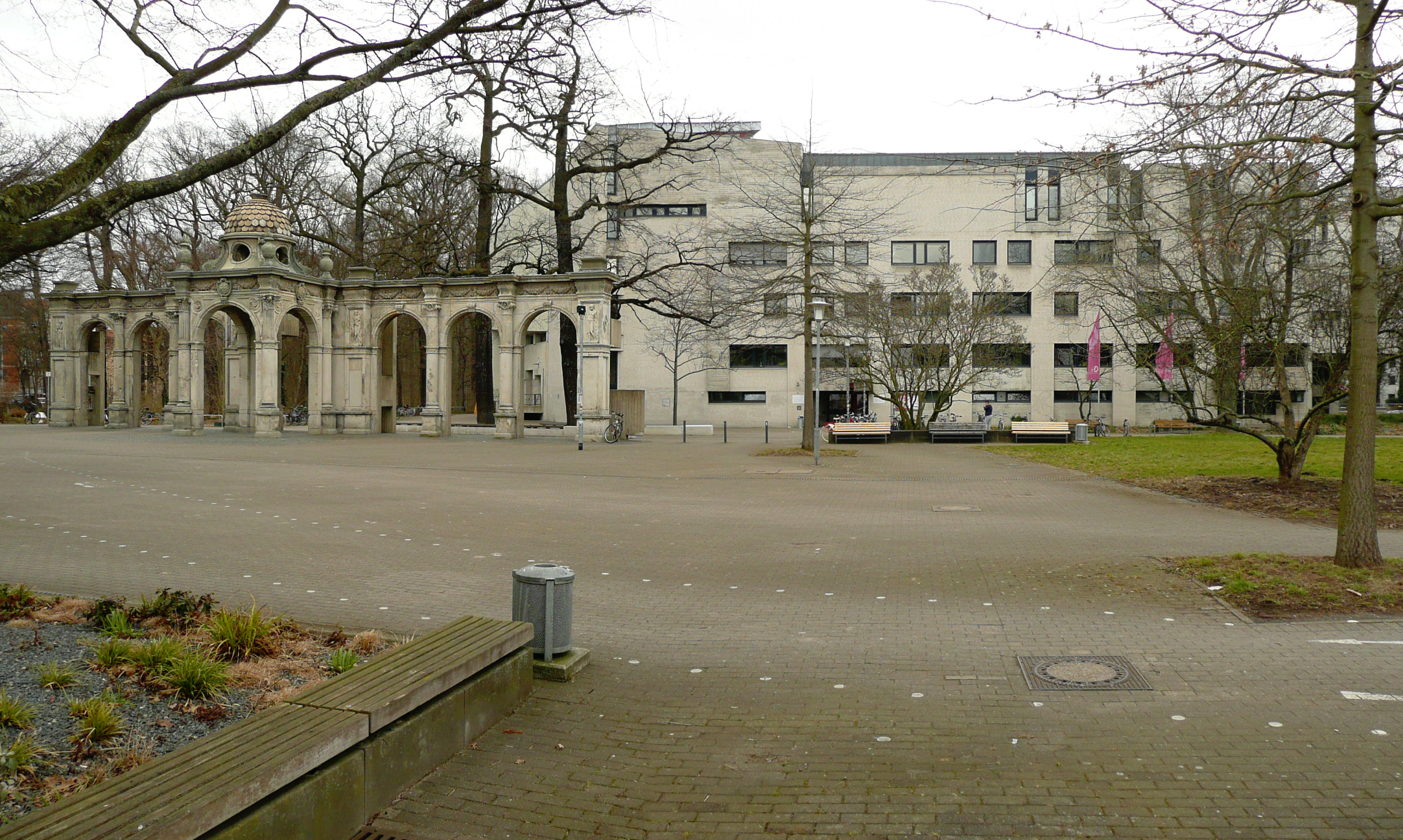
Platzansicht von Süden, links ein Fassadenrest des ehemaligen Neuen Hauses (2018)
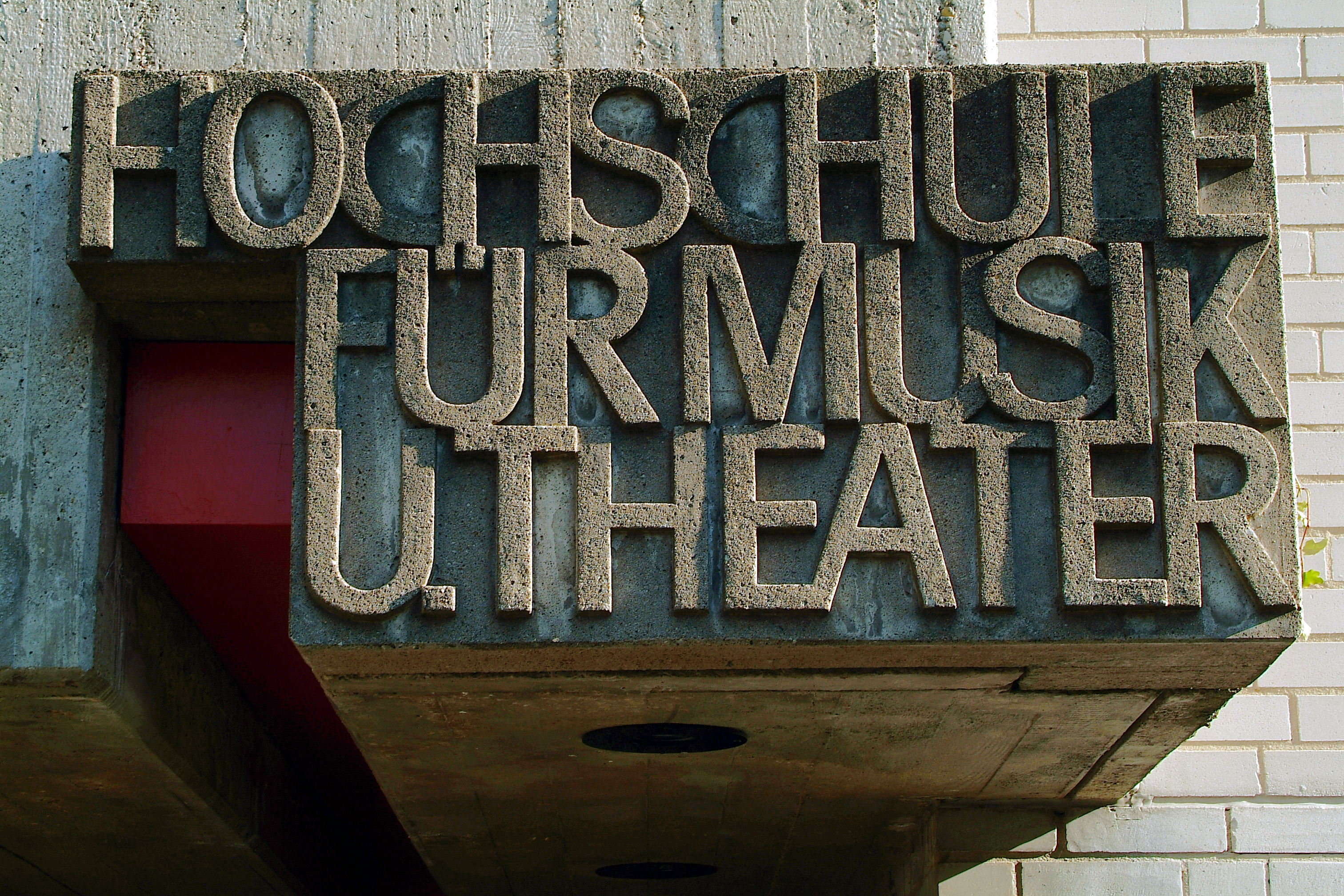
Schriftzug aus Betonguss am Haupteingang der Südfassade (2011)

## Standorte
Die HMTMH ist heute auf mehrere Standorte in Hannover verteilt:
- Neues Haus (bis zur Umbenennung 2019: Emmichplatz) 1, Stadtteil Zoo (Hauptgebäude, Institut zur Früh-Förderung musikalisch Hochbegabter, Incontri-Institut für neue Musik, Institut für Kammermusik)
- Loebensteinstraße (bis zur Umbenennung 2023: Hindenburgstraße) 2–4, Stadtteil Zoo (Verwaltung)
- Hohenzollernstraße 39, Stadtteil Oststadt (Villa Seligmann, Europäisches Zentrum für Jüdische Musik)
- Schiffgraben 48, Stadtteil Oststadt (Institut für Musikphysiologie und Musiker-Medizin)
- Seelhorststraße 3, Stadtteil Zoo (Forschungszentrum Musik und Gender, Institut für musikpädagogische Forschung, Musikwissenschaftliches Institut)
- Expo Plaza 12, Stadtteil Bemerode (Studiengang Schauspiel, Institut für Journalistik und Kommunikationsforschung)
- Plathnerstraße 35, Stadtteil Zoo (Institut für alte Musik)
- Uhlemeyerstraße 21, Stadtteil Oststadt
- Weidendamm 8, Stadtteil Nordstadt (Institut für Jazz/Rock/Pop)

## Studium
Die Ausgewogenheit zwischen Musik, Schauspiel, Pädagogik und Wissenschaft sowie das Bekenntnis zur Exzellenz in der Spitzen- wie in der Breitenausbildung sind für die HMTMH der Kern ihres Selbstverständnisses. Dafür wird ein differenziertes und um zahlreiche Meisterkurse ergänztes Studienangebot mit derzeit (2019) 33 Studiengängen angeboten.

### Künstlerische Fächer
Mit einer qualitativ hochwertigen Ausbildung in instrumentaler Breite und 46 Instrumentalprofessoren liegt der Studienschwerpunkt an der HMTMH in den Studienbereichen Künstlerische Ausbildung/Soloklasse, Gesang, Musikerziehung und Schulmusik. Im Rahmen einer Verstärkung der Popularmusik-Ausbildung wurde 2008 neben dem bereits vorhandenen Studiengang „Jazz, Rock, Pop“ der Studiengang „Popular Music“ eingerichtet. Schwerpunkte der Ausbildung finden sich in den Bereichen Klavier, Orchesterpraxis und Förderung der Kammermusik. Mehrere Opernproduktionen im Studienjahr – darunter auch Ur- und Erstaufführungen – bieten die Möglichkeit, die Praxisbedingungen und -anforderungen bereits im Studium kennenzulernen. Im Jahr 2000 wurde das Institut zur Frühförderung musikalisch Hochbegabter (IFF) als erste Einrichtung dieser Art an einer deutschen Musikhochschule gegründet. Seit dem Wintersemester 2001/2002 werden hochbegabte Früh-Studenten ab ca. 13 Jahren ausgebildet. In den Folgejahren wurde das Institut um die Vorklasse des IFF für Kinder ab 8 Jahren, das Konzept VIFFRegional sowie um das GrundIFF erweitert.
In der Klavierausbildung bietet die Hochschule ihren Studierenden in Zusammenarbeit mit dem Clavier e. V. an der HMTMH Möglichkeiten zum Kennenlernen der Klänge vom Cembalo bis zum heutigen Konzertflügel. Neben verschiedenen Cembali und Clavichorden steht an der HMTMH eine wertvolle Sammlung historischer Klaviere und Flügel aus dem Zeitraum von 1790 bis 1910 für Unterricht und Konzerte zur Verfügung (Originale und Kopien). Die Hochschule unterhält künstlerische und wissenschaftliche Beziehungen sowie einen internationalen Erfahrungsaustausch mit mehreren in- und ausländischen Musikhochschulen und Universitäten, unter anderem in den Niederlanden und in Osteuropa. Rund 500 Veranstaltungen pro Jahr tragen zur Praxisorientierung der Ausbildung bei. Im Hauptgebäude der Hochschule am Neuen Haus und in den Kammermusiksälen in der Plathnerstraße und in der Uhlemeyerstraße finden häufig öffentliche Konzerte statt. Die Hochschule veranstaltet in der Regel jährlich mehrere Orchesterkonzerte sowie zwei Opernproduktionen, ein Kammermusikfestival, ein Liederfest sowie mehrere Chorkonzerte. In den Clubs der Stadt Hannover treten Studierende des Studienbereichs JazzRockPop regelmäßig auf.
Im Studienbereich Schauspiel der HMTMH werden rund 40 Studierende im Diplomstudiengang mit Schwerpunkt Bühne ausgebildet. Das Studium an der hannoverschen Schauspielschule (eine von 13 staatlichen Schauspielschulen der Bundesrepublik) ist äußerst beliebt. Im eigenen Studiotheater an der Expo Plaza im Expo Park Hannover in Hannover haben rund vier Produktionen jährlich Premiere.

### Wissenschaftliche und pädagogische Fächer
Zum Wintersemester 2004/2005 änderten sich die Strukturen der Lehramtsstudiengänge (Staatsexamen) sowie der Studiengänge Musikwissenschaften und Musikpädagogik (Magister) mit der Umstellung auf die international anerkannten Abschlüsse Bachelor und Master grundlegend. Heute umfasst Musikwissenschaft an der HMTMH die drei Teildisziplinen Musikethnologie, Systematische und Historische Musikwissenschaft. Innerhalb des fächerübergreifenden Bachelor (FüBa) werden neben einer umfassenden künstlerisch-praktischen Ausbildung auch Kompetenzen in den unterschiedlichen Teildisziplinen der Musikwissenschaft vermittelt. Für angehende Schulmusiker bietet der Masterstudiengang für das Lehramt an Gymnasien oder Sonderschulen (M.Ed.) die Möglichkeit, neben musikpädagogischen Inhalten auch musikwissenschaftliche Themen zu vertiefen. Der in Deutschland einzigartige Masterstudiengang Musik und Medien (M.A.) verbindet die Bereiche Musikwissenschaft und Kommunikationswissenschaft und bildet Studierende unter anderem für Berufe im Musikjournalismus sowie in der Öffentlichkeitsarbeit und im Management von Musikunternehmen aus. Im Mittelpunkt des Masterstudiengangs Musikforschung und Musikvermittlung (M.A.) steht die intensive fachliche Vertiefung in Musikwissenschaft sowie Musikpädagogik. Der Promotionsstudiengang (Dr. phil.) bietet die Möglichkeit, sich musikwissenschaftlich zu spezialisieren. Im Bereich der Musikpädagogik werden überdies die Studiengänge Lehramt für Sonderpädagogik (B.A. und M.Ed.) und künstlerisch-pädagogische Ausbildung (KPA) angeboten.

## Institute

### Institut für Journalistik und Kommunikationsforschung

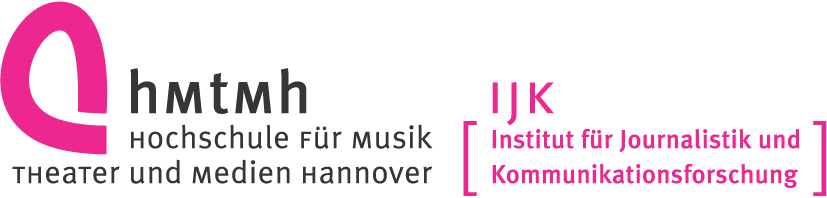
Logo des IJK

Das Institut für Journalistik und Kommunikationsforschung (IJK) ist das kommunikationswissenschaftliche Institut der HMTMH und nimmt damit thematisch eine Sonderstellung in der Hochschule ein. Zu den Forschungsschwerpunkten am IJK zählen: Massenmedien und Wahlen, Medienrezeption, Interaktive Medien, Öffentlichkeitsarbeit und ihre Evaluation, Europäische Pressemärkte, Tageszeitungen, Werbung, Kulturjournalismus, Kinder und Medien, Gesundheitskommunikation usw. Das Institut ist unter anderem am DFG-Projekt „Publizistische Struktur der deutschen Tagespresse und ihrer Eigentümerstrukturen“, dem von EU und dem Land Niedersachsen geförderten Innovationsverbund „Veredelung pflanzlicher Rohstoffe“ sowie dem ebenfalls vom Land Niedersachsen geförderten Projekt „Biofabrication for NIFE“ beteiligt.
An Studiengängen wird der Bachelor-Studiengang „Kommunikationswissenschaft“ angeboten. Außerdem gibt es die Masterstudiengänge „Kommunikations- und Medienforschung“ sowie „Medien und Musik“. Letzterer löste zum Wintersemester 2008/09 den Master-Studiengang „Multimediale Kommunikation“ ab.
Im Ranking von Karriere (Heft 05/2006) kommt das Institut in der Kategorie Medienwissenschaft auf den zweiten Platz hinter der Universität Leipzig. Laut Hochschulranking des Centrum für Hochschulentwicklung (CHE) im Jahr 2008 zählt das IJK zur Spitzengruppe deutscher medien- und kommunikationswissenschaftlicher Institute. Im Urteil der Studierenden erhielt das Institut mit der Gesamtnote 1,4 die beste Wertung im CHE-Ranking. Im Jahr 2011 wurde das Institut für Journalistik und Kommunikationsforschung durch die CHE Evaluationsstudie „Vielfältige Exzellenz 2011“ als „exzellente Lehr- und Forschungseinrichtung“ charakterisiert. Neben dem Institut für Journalistik und Kommunikationsforschung wurde lediglich noch die private Zeppelin University in Friedrichshafen ausgezeichnet.

### Europäisches Zentrum für Jüdische Musik

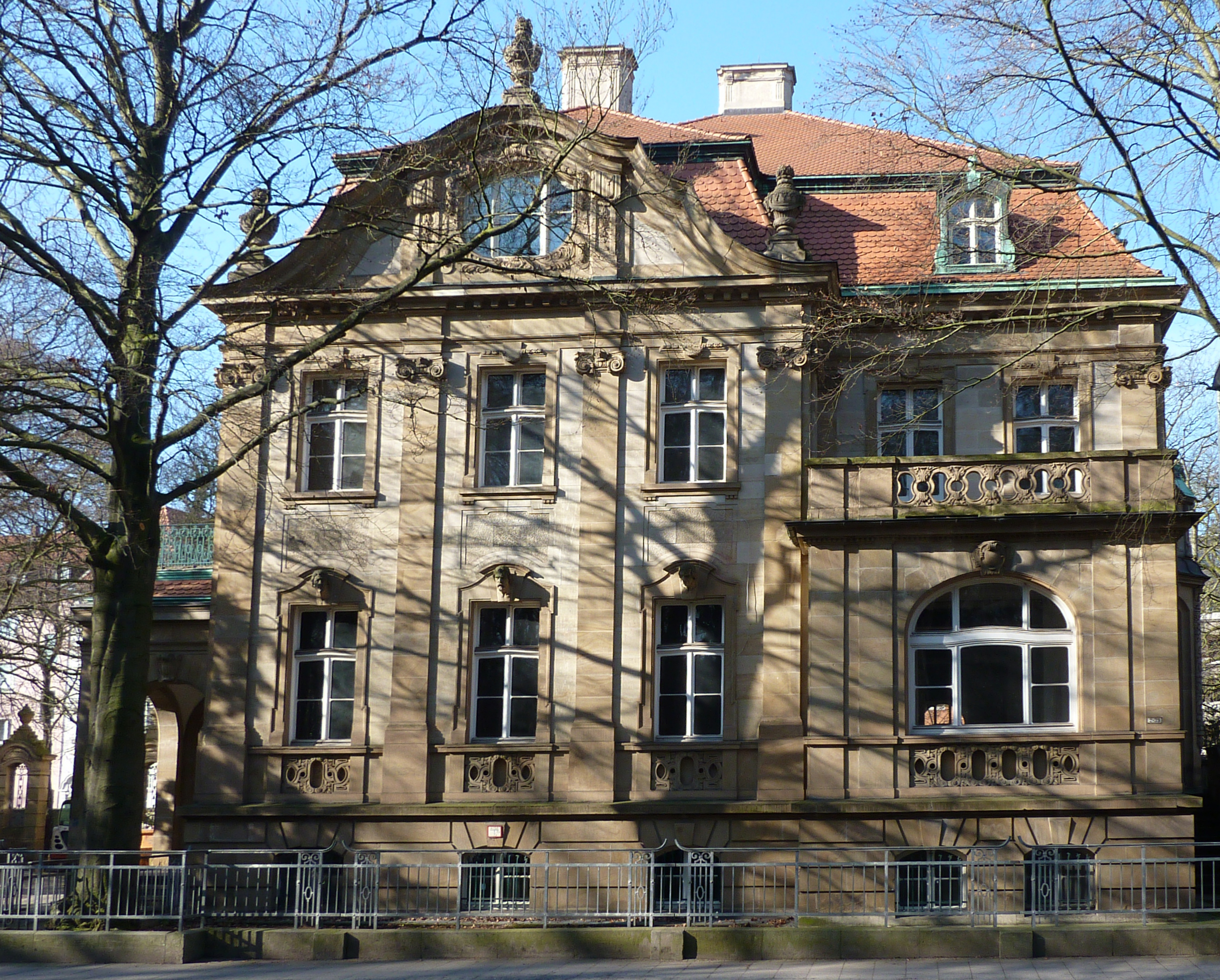
Villa Seligmann (2011)

Das 1988 von Andor Izsák gegründete Europäische Zentrum für Jüdische Musik ist seit 1992 ein Institut der Hochschule. Es befasst sich mit der Dokumentation und Rekonstruktion der jüdisch-liturgischen Musik. Für das Institut wurde 2006 die Villa Seligmann des früheren Direktors der Continental AG Siegmund Seligmann erworben und das Gebäude im Januar 2012 nach der Renovierung eröffnet.

### Institut für Musikphysiologie und Musikermedizin
Das IMMM ist eine in der Bundesrepublik Deutschland einzigartige Einrichtung. Es erforscht die physiologischen Grundlagen der Musikausübung und -wahrnehmung sowie die Ursachen berufsbedingter Musikererkrankungen. Das Expertenwissen von Eckart Altenmüller fließt in die angeschlossene Spezialambulanz für Patienten mit instrumentalspielbezogenen Erkrankungen ein.

### Institut für Musikpädagogische Forschung
Das ifmpf hat Schwerpunkte in den Bereichen der historiografischen, systematischen und komparativen Musikpädagogik und hat sich mit didaktischer Theorie und praktischen Unterrichtsmaterialien einen Namen gemacht.

### Musikwissenschaftliches Institut
Unter dem Dach des Musikwissenschaftlichen Instituts forschen und lehren Musikwissenschaftler aus der Systematischen und Historischen Musikwissenschaft sowie aus der Musikethnologie. Ausweis für die Stärke und Vielfalt der Teildisziplinen sind die drei selbstständigen und hoch geachteten Forschungseinrichtungen.

### Forschungszentrum Musik und Gender
Das Forschungszentrum Musik und Gender (fmg) fördert die Gender-Forschung im Fach Musikwissenschaft und rückt Leben und Werk bislang zu Unrecht vernachlässigter Komponistinnen und Interpretinnen sowie gesamtkulturelle und gesellschaftlich-soziale Prozesse in den Mittelpunkt der Aufmerksamkeit.

### Institut für JazzRockPop
Jazz, Rock- und Popmusik an der HMTMH ist ein deutschlandweit einzigartiges Angebot aus künstlerisch spezialisierter Lehre, vielfältiger musikalischer Praxis und wissenschaftlicher Reflexion. 1985 gehörte die HMTMH zu den bundesweit ersten Hochschulen, welche die Musikrichtungen Jazz, Rock und Pop als Studienfach anboten. Seither ist der Studienbereich stetig gewachsen und hat sich wichtige Alleinstellungsmerkmale erarbeitet: Das im Wintersemester 2012/13 gegründete Institut für JazzRockPop umfasst die Studiengänge Jazz und jazzverwandte Musik, Popular Music, den Masterstudiengang JazzRockPop sowie den Fächerübergreifenden Bachelor (Schwerpunkt Jazz, Rock, Pop). Neben der Hochschullehre stellt das Institut durch Workshops und Seminare Weiterbildungsangebote im Nicht-Hochschulbereich bereit.

### Institut zur Früh-Förderung musikalisch Hochbegabter
Im Jahr 2000 wurde das „Institut zur Früh-Förderung musikalisch Hochbegabter“ (IFF) gegründet. Als Ergebnis eines intensiven Zusammenwirkens der HMTMH, der beteiligten Fachministerien und der Stiftung Niedersachsen wurde das IFF in Form eines regulären neuen Studienganges für Kinder und Jugendliche ab ca. 13 Jahren in die Hochschule integriert. Dieses in seiner Art in Deutschland immer noch einmalige „Früh-Studium Musik“ wurde inzwischen erfolgreich evaluiert. 2004 wurde das Institut zusätzlich durch eine Vor-Klasse VIFF für Kinder etwa ab neun Jahren erweitert, um auch Kinder im Grundschulalter in das Ausbildungsprogramm einzubeziehen.

### Institut für neue Musik
Der Vermittlung neuer Musik widmet sich das 'Institut für Neue Musik'; es trägt den Namen 'Incontri' (italienisch: Begegnungen). Seit Oktober 2012 steht das Institut für neue Musik der zeitgenössischen Musik unter der Leitung von Rebecca Saunders und Oliver Schneller. Als Ort für Austausch, Begegnung und Wissensaneignung koordiniert und fördert Incontri die Lehre und Aufführungspraxis im Bereich neue Musik an der HMTMH und bietet den Studierenden eine Plattform für ihre Konzepte und Ideen. Meisterkurse, Vorlesungsreihen und Seminare streben eine enge Zusammenarbeit mit den anderen Instituten und Abteilungen der Hochschule an. Das Forum Neue Kammermusik bringt regelmäßig studentische Werke in einer eigenen Konzertreihe zur Aufführung. Das Institut vernetzt sich im Bundesland Niedersachsen, arbeitet aber genauso auf nationaler und internationaler Ebene. Das Elektronische Studio vermittelt als integraler Bestandteil des Instituts grundlegende Einblicke in elektroakustische Komposition sowie Kenntnisse in Klanganalyse, -synthese, -bearbeitung und Live-Elektronik.

### Weitere Institute
Aufgabe des 2001 gegründeten Center for World Music an der Stiftung Universität Hildesheim im Verbund mit der Musikethnologie an der HMTMH ist die interdisziplinäre Erforschung und die didaktische Aufbereitung des weltweiten zeitgenössischen Musiklebens.
Gegenstand des 2009 gegründeten „Hanover Music Lab“ ist die Wahrnehmung, das Erleben, die kognitive Verarbeitung und die Wirkung von Musik.
2010 wurden das „Institut für Kammermusik“ und das „Institut für Alte Musik“ gegründet.

## Personen

### Präsidenten
- 1961–1969: Felix Prohaska
- 1979–1993: Richard Jakoby (seit 1968 als Direktor des Vorgängerinstituts)
- 1993–1997: Peter Becker (Musikpädagoge)
- 1997–2003: Klaus-Ernst Behne
- 2003–2005: Katja Schaefer
- 2006–2009: Rolf-Burkhard Klieme
- 2010–2024: Susanne Rode-Breymann[12][13]
- seit 2024: Hans Jürgen Prömel (kommissarisch)[14]

### Direktoren der Vorgängerinstitutionen
- 1897–1935: Hermann Brune (Gründungsdirektor Hannoversches Konservatorium), Emil Evers, Karl Leimer
- 1935–1952: Walter Höhn
- 1952–1961: Ernst-Lothar von Knorr
- 1961–1968: Felix Prohaska[13]

### Ehemalige Professoren und Dozenten

#### Blasinstrumente
- Siri Rovatkay-Sohns, Blockflötistin (Lehrtätigkeit ab 1975, Professorin 1992–2004)[15]
- Hans Deinzer (1934–2020), Klarinettist (Professor bis 1996)

#### Gesang
- Theo Altmeyer (1931–2007), Sänger
- Marie-Louise Gilles, Sängerin (Professorin ab 1982)[16]
- Gabriele von Glasow (1928–2004), Sängerin (Professorin ab 1968)[17]
- Carla Henius, Sängerin (Dozentin ab 1957, Professorin 1962–1966)[18]
- Otto Köhler (1903–1976), Sänger
- Charlotte Lehmann (* 1938), Sängerin (Lehrtätigkeit 1972–1988)
- Lisa Schwarzweller, Sängerin (Lehrtätigkeit)

#### Journalistik und Kommunikationswissenschaft
- Wilfried Köpke (* 1962), Journalist
- Gunter Reus (* 1950), Journalist, Kommunikationswissenschaftler
- Klaus Schönbach (* 1949), Kommunikationswissenschaftler

#### Komposition
- Alfred Koerppen (1926–2022), Komponist
- Stefan Kozinski (1953–2014), Komponist, Dirigent, Arrangeur
- Ladislav Kupkovič (1936–2016), Komponist
- Helmut Lachenmann (* 1935), Komponist
- Friedrich Leinert (1908–1975), Komponist, Tonsatzlehrer, Musiktheoretiker
- Nigel Osborne (* 1948), Komponist
- Anton Plate (1950–2023), Komponist
- Siegfried Strohbach (1929–2019), Komponist

#### Musikalische Leitung
- Heinz Hennig (1927–2002), Chorleiter
- Hans Herbert Jöris (1925–2008), Dirigent, Leitung Opernabteilung
- Felix Prohaska (1912–1987), Dirigent
- Siegfried Schick, Dirigent
- Gudrun Schröfel (* 1943), Chorleiterin, Vizepräsidentin (Professorin für Elementare Musikpädagogik bis 2012)
- Willy Träder (1920–1981), Chorleiter, Komponist (Professur für Musikpädagogik und Chorleitung ab 1958)
- Wolfram Wehnert (* 1941), Chorleiter (Professor für Chor- und Ensembleleitung 1982–2005)

#### Musiktheorie und Rhythmik
- Diether de la Motte (1928–2010), Musiktheoretiker
- Marliese Zeiner, Musiktheoretikerin, Komponistin (Professorin 1988)[19]
- Reinhard Ring (* 1948), Rhythmik

#### Musikwissenschaft
- Ellen Hickmann (1934–2017), Musikarchäologin (Professorin für Musikethnologie 1976–1999)
- Ulrich Pothast (* 1939), Philosoph
- Melanie Unseld (* 1971), Musikwissenschaftlerin
- Heinrich Sievers (1908–1999), Musikwissenschaft, Professor seit 1959

#### Schauspiel
- Ellen Mahlke (1914–1988), Schauspielerin, Hochschullehrerin
- Peter Meinhardt (* 1942), Regisseur, Schauspieler
- Jean Soubeyran (1921–2000), Schauspieler, Pantomime

#### Streichinstrumente
- Lilli Friedemann (1906–1991), Violinistin (Lehrauftrag ca. 1946–1963)
- André Gertler (1907–1998), Violinist
- Heinz-Otto Graf, Bratschist (Professor 1968–1985)
- Eva Janzer-Czako, Cellistin (Lehrtätigkeit bis 1972)
- Barbara Koerppen (1930–2023), Violinistin (Professorin ab 1973)

#### Tasteninstrumente
- Reimar Dahlgrün (1914–1982), Pianist
- Karl Engel (1923–2006), Pianist
- Volker Gwinner (1912–2004), Orgel, Orgelkunde, Orgelimprovisation
- Erika Haase (1935–2013), Pianistin (Professorin 1967–2000)
- Ellinor von der Heyde-Dohrn, Organistin (Lehrtätigkeit ab 1957)[20][21]
- Karl-Heinz Kämmerling (1930–2012), Pianist
- Wladimir Wsewolodowitsch Krainew (1944–2011), Pianist (Professor 1992–2011)[22]
- Hans Leygraf (1920–2011), Pianist
- Erika Lux (* 1946), Pianistin (Professorin ab 1990)
- Konrad Meister (1930–2002), Pianist
- Sebastian Peschko (1909–1987), Pianist, Dozent für Liedgestaltung
- Lajos Rovatkay (* 1933), Orgel, Studio für Alte Musik
- Lars Vogt (1970–2022), Pianist

#### Zupfinstrumente
- Ruth Konhäuser, Harfenistin (Professorin 1977–2004)[23]

### Aktuelle Professoren und Dozenten
Eine vollständige und aktuelle Liste aller Lehrtätigen der HMTM Hannover kann der Hochschul-Homepage entnommen werden.
- Hans Christoph Becker-Foss (* 1949), Orgel, Orgelkunde, Generalbass, Aufführungspraxis Alter Musik
- Burkhard Bauche (* 1966), Pianist, Dirigent, Entertainer und Dozent
- Markus Becker (* 1963), Pianist
- Martin Brauß (* 1958), Dirigent
- Jonas Bylund (* 1963), Posaune
- Liuben Dimitrov (Genova & Dimitrov), Klavierduo
- Dirk Elsemann (* 1977), Orgelimprovisation[25]
- Reinhard Febel (* 1952), Komponist
- Andreas Felber (* 1983), Chorleiter
- Aglika Genova (Genova & Dimitrov), Klavierduo
- Joachim Heintz (* 1961), Komponist
- Reinhard Kopiez (* 1959), Musikpsychologe
- Adam Kostecki (* 1948), Violinist
- Roland Krüger (* 1973), Pianist
- Igor Levit (* 1987), Pianist (ab Oktober 2019)[26]
- Markus Maskuniitty (* 1967), Horn
- Eiji Ōue (* 1957), Dirigent
- Alexander Schimpf (* 1981), Pianist
- Jonas Schoen (* 1969), Komponist, Saxophonist
- Jonas Stark (* 1998), Pianist
- Oliver Wille (* 1975), Kammermusik
- Gerrit Zitterbart (* 1952), Pianist

### Absolventen

#### Musik
- Tokunbo Akinro, Sängerin
- Jörg Breiding (* 1972), Chorleiter, Hochschullehrer
- Liuben Dimitrov, Klavierduo (Genova & Dimitrov)
- Aglika Genova, Klavierduo (Genova & Dimitrov)
- Linda Heins (* 1978), Sängerin
- Gintaras Januševičius (* 1985), Pianist
- Morten Klein, Saxophonist, Komponist
- Giorgi Latsabidze (Giorgi Latso) (* 1978), Pianist
- Heinz Lengersdorf (* 1966), Pianist
- Igor Levit (* 1987), Pianist
- Dany Mann (1938–2010), Jazz- und Schlagersängerin, Schauspielerin
- Cornelius Meister (* 1980), Dirigent
- Rudolf Meister (* 1963), Pianist, Präsident der Staatlichen Hochschule für Musik und Darstellende Kunst Mannheim
- Kristin Merscher (* 1961), Pianistin, Hochschullehrerin
- Ingo Metzmacher (* 1957), Dirigent
- Sabine Meyer (* 1959), Klarinettistin, Hochschulprofessorin
- Torsten Meyer (* 1973), Sänger, Hochschullehrer
- Mateusz Molęda (* 1986), Dirigent
- Gerd Nienstedt (1932–1993), Opernsänger, Bass/Bass-Bariton, Theaterintendant, Regisseur
- Francesco Piemontesi (* 1983), Pianist
- Martin Sander (* 1963), Organist
- Wolfgang Schöne (* 1940), Opernsänger, Bass-Bariton
- Gudrun Schröfel (* 1943), Chorleiterin, Hochschulprofessorin
- Hanna Schwarz (* 1943), Opernsängerin, Mezzosopran/Alt
- Claudia Schwarze (* 1958), Cellistin
- Jonas Stark (* 1998), Pianist
- Sebastian Steinhardt (* 1982), Pianist, Komponist und Produzent
- Friedrich-Wilhelm Tebbe (1945–2021), Dirigent
- Bernd Weikl (* 1942), Opernsänger, Bariton
- Edith Wiens (* 1950), Sängerin
- Li Yundi (* 1982), Pianist

#### Komposition
- Steffen Brinkmann (* 1994), Komponist digitaler Filmmusik
- Rick Jurthe (* 1989), Komponist und Produzent
- Elena Kats-Chernin (* 1957), Komponistin
- Benjamin Lang (* 1976), Komponist
- Georges Lentz (* 1965), Komponist
- Anton Plate (1950–2023), Komponist
- Hans Schanderl (* 1960), Komponist

#### Musikwissenschaft
- Thomas Seedorf (* 1960), Musikwissenschaftler

#### Schauspiel
- Dietrich Adam (1953–2020), Schauspieler
- Herbert Bötticher (1928–2008), Schauspieler und Regisseur
- Matthias Brandt (* 1961), Schauspieler, Hörbuchsprecher und Autor
- Renan Demirkan (* 1955), türkisch-deutsche Schriftstellerin und Schauspielerin
- Alex Friedland (* 1990), Schauspieler und Synchronsprecher
- Ulrike Folkerts (* 1961), Schauspielerin
- Nina Franoszek (* 1963), Schauspielerin
- Paul Frielinghaus (* 1959), Schauspieler
- Nike Fuhrmann (* 1974), Schauspielerin
- Alexandra Henkel (* 1971), Schauspielerin
- Samuel Koch (* 1987), Schauspieler und Autor
- Bettina Lamprecht (* 1977), Schauspielerin
- Darja Mahotkin (* 1992), Film- und Theaterschauspielerin
- Hans-Werner Meyer (* 1964), Schauspieler
- Mirka Pigulla (* 1985), Schauspielerin
- Katja Riemann (* 1963), Schauspielerin, Sängerin und Autorin
- Axel Schreiber (* 1980), Schauspieler und Synchronsprecher
- Katharina Schüttler (* 1979), Schauspielerin
- Arndt Schwering-Sohnrey (* 1968), Schauspieler
- Anke Sevenich (* 1959), Schauspielerin, Drehbuchautorin und Regisseurin
- Brita Sommer (* 1944), Schauspielerin und Synchronsprecherin
- Peter Thom (1935–2005), Schauspieler und Synchronsprecher
- Birol Ünel (1961–2020), türkisch-deutscher Schauspieler
- Peter Weis (1938–2023), Schauspieler, Synchronsprecher, Hörspielsprecher und Hörbuchinterpret

#### Journalistik und Kommunikationsforschung
- Wilfried Köpke (* 1962), Journalist, Kurator, Buchautor und Hochschullehrer

#### Diplomfach Medienmanagement
- Bettina Wulff (* 1973), Ehefrau des ehemaligen deutschen Bundespräsidenten Christian Wulff[27]